# Biogas

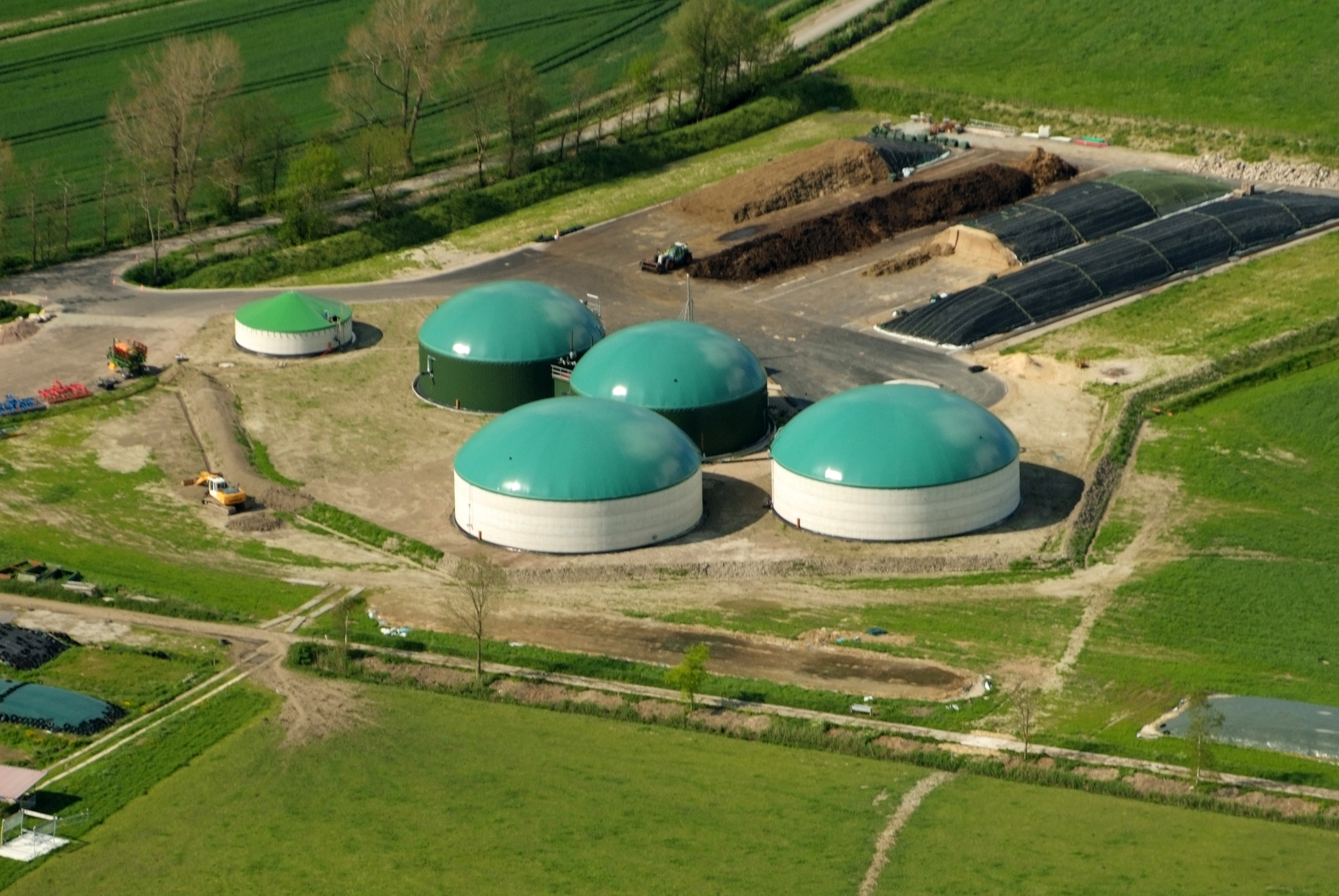
Vista dall'alto di un impianto a biogas in Germania

I biogas sono una miscela di vari tipi di gas, principalmente metano e anidride carbonica, prodotti dalla fermentazione batterica in anaerobiosi (assenza di ossigeno) di residui organici vegetali o animali.
I residui utili possono avere più origini: scarti dell'agroindustria (trinciato di mais, sorgo o altre colture), dell'industria alimentare (farine di scarto o prodotti scaduti), dell'industria zootecnica (reflui degli animali o carcasse); si possono utilizzare anche colture appositamente coltivate allo scopo di essere raccolte e trinciate per produrre "biomassa", come mais, sorgo zuccherino, grano, canna comune, bietole.
L'intero processo vede la decomposizione del materiale organico da parte di alcuni tipi di batteri, con produzione di anidride carbonica, idrogeno e metano (metanizzazione dei composti organici).

## Tecnologie produttive
Il biogas si forma spontaneamente dalla fermentazione di materia organica. Le discariche di rifiuti urbani possono diventarne grandi produttori, visto che normalmente il 30–40% del rifiuto è appunto materiale organico. Altre fonti possono essere l'industria agricola e quella zootecnica. Per essere utilizzabile e ottenere un valore economico, il gas, che normalmente si disperderebbe nell'ambiente, deve essere captato e accumulato in apposite strutture. In seguito potrà essere bruciato per produrre calore ed energia elettrica.
A titolo di esempio, da una discarica di circa 1 000 000 metri cubi che cresce di 60 000 m³ l'anno, si possono estrarre quasi 5,5 milioni di metri cubi di biogas l'anno (oltre 600 m³ ogni ora).
Sono state sviluppate tecnologie e impianti specifici che, tramite l'utilizzo di batteri in appositi "fermentatori" chiusi (da non confondere con gassificatori che invece producono gas mediante la combustione), sono in grado di estrarre grandi quantità di biogas dai rifiuti organici urbani (preferibilmente da raccolte differenziate), dal letame prodotto dagli allevamenti intensivi e dai fanghi di depurazione e dai residui dell'agro-industria.
Gli impianti di biogas idonei al trattamento di matrici prevalentemente solide sono chiamati "a secco", perché non hanno bisogno di liquami per il loro funzionamento. In questo caso l'acqua necessaria al processo è legata all'umidità del materiale utilizzato per alimentare l'impianto. Il gas prodotto in questo processo (biogas) può essere utilizzato per la combustione in caldaie da riscaldamento o per produrre energia elettrica e/o calore. 
Il biogas è formato prevalentemente da metano; pertanto, con un necessario processo di depurazione e separazione di altri componenti (per esempio, anidride carbonica e zolfo), può essere usato come biometano per autotrazione (auto e veicoli a metano). Quest'ultima applicazione ha avuto buon successo in paesi dell'Europa centrale e settentrionale quali Svizzera, Germania, e Svezia, e in via sperimentale anche in Italia, costituendo una delle più concrete promesse nel campo della mobilità eco-sostenibile.
Esistono varie tipologie di impianti di produzione di biogas indirizzati a trattare matrici organiche differenti, liquide o solide. Caratteristiche principali di un impianto sono il sistema di miscelazione delle matrici all'interno del fermentatore/digestore, il caricatore di matrici solide e il sistema di filtrazione del biogas prodotto.

### Fasi di produzione
La produzione di biogas si articola nelle seguenti fasi:
- Fase aerobica transitoria, che avviene grazie alla presenza di ossigeno: comporta un aumento della mineralizzazione delle sostanze organiche, con produzione di anidride carbonica ed acqua. È costituita da una rapida degradazione dei rifiuti che si compie in un periodo variabile da alcune ore a qualche giorno in funzione della profondità degli strati e del loro grado di compattazione;
- Fase anaerobica: suddivisa in una prima fase acida ed in una seconda metanigena che subentra una volta esaurito l'ossigeno presente, è una trasformazione più lenta e incompleta, che produce anidride carbonica e metano.

## Struttura dell'impianto

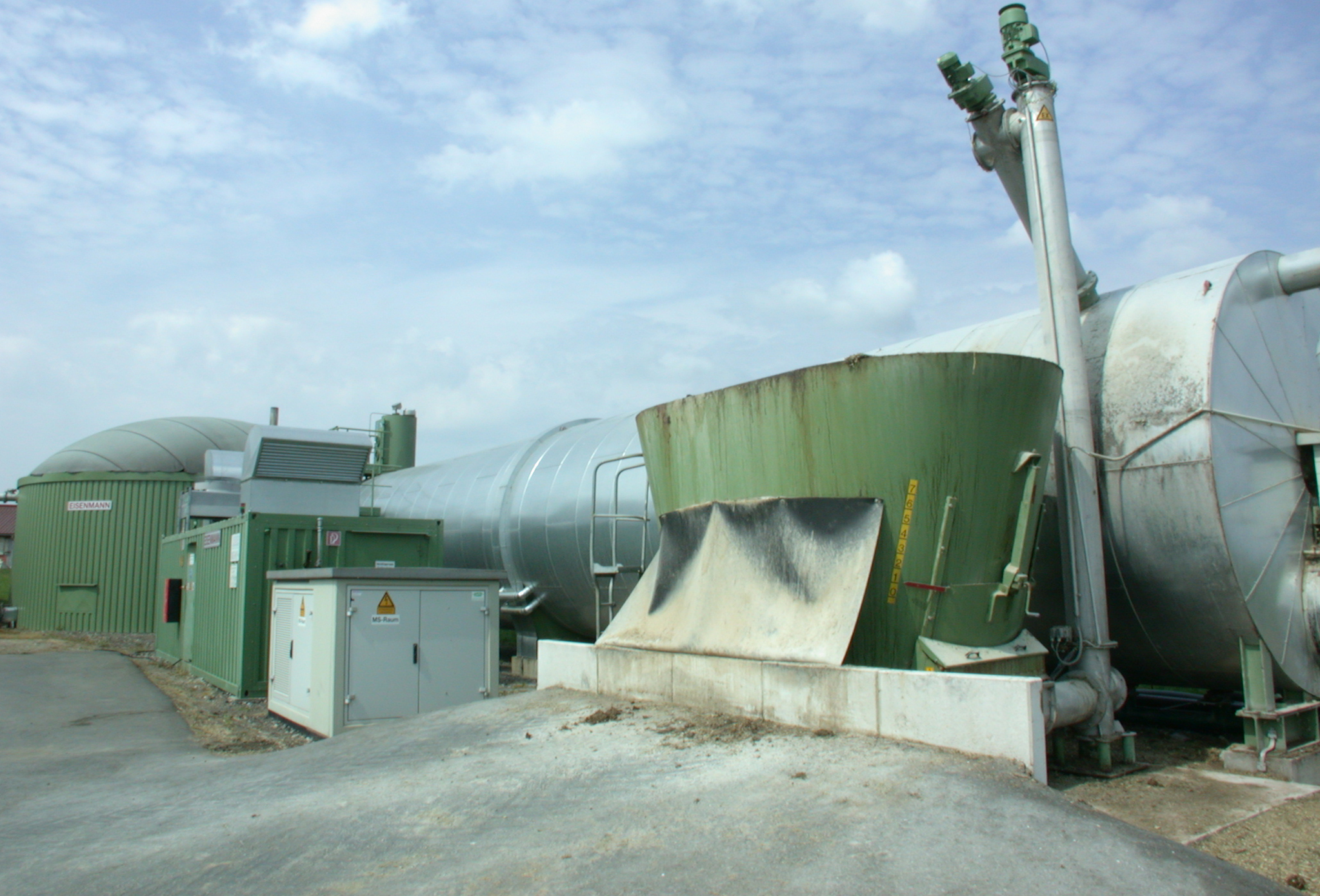
In primo piano un cassone alimentatore con relative coclee di trasporto prodotto.

Dal punto di vista impiantistico un sistema per la produzione di biogas, nel caso di depurazione di reflui in loco, è costituito da:
- Serbatoio in cui viene depositata la biomassa e periodicamente aggiunta quella fresca; per aumentare la percentuale di umidità della sostanza organica di partenza si aggiunge solitamente un minimo d'acqua;
- Dispositivo di regolazione della portata, che consente al refluo di entrare per gravità nell'impianto;
- Miscelatore, necessario per garantire una certa omogeneità del liquame ed evitare il formarsi di eventuali sedimenti.
- Digestore anaerobico, ermeticamente chiuso e coibentato, in cui il liquame precipita nella parte inferiore, mentre il biogas gorgoglia verso la parte superiore del digestore;
- Recipiente esterno dove viene convogliato il liquame digerito;
- Serbatoio finale di stoccaggio.

Nel caso della discarica, si può operare un'impermeabilizzazione dei cumuli di rifiuti, trasformando in pratica la discarica in un contenitore di accumulo del biogas, al cui interno avviene la decomposizione della frazione organica contenuta nei rifiuti.

## Impianto di termovalorizzazione
L'impianto di valorizzazione energetica (combustione per ricavare energia) del biogas da discarica risulta costituito dalle seguenti sezioni:
- Sezione di estrazione. I primi elementi sono i pozzi di captazione del biogas. Un pozzo è composto da elementi di captazione verticali, ovvero sonde in PEHD microfessurate introdotte nella massa dei rifiuti, e da tubazioni in acciaio di chiusura, dette "teste di pozzo". Essi hanno diametro e profondità che varia in funzione delle caratteristiche della discarica. Il biogas estratto dai pozzi è convogliato poi verso le sottostazioni di regolazione e di raccolta. Ogni sottostazione è collegata, tramite tubazione, con la sezione di aspirazione e controllo.
- Sezione di aspirazione e controllo. L'aspirazione ha lo scopo di far lavorare in depressione tutta la rete di captazione del biogas e di fornire contemporaneamente la pressione necessaria al biogas per alimentare i gruppi elettrogeni e/o le torce. In questa sezione è presente un sistema di analisi e controllo del biogas, che permette di analizzare in continuo il contenuto di metano e di ossigeno lungo i pozzi e lungo le linee di trasporto.
- Sezione di produzione di energia. L'impianto di produzione di energia elettrica è costituito da gruppi elettrogeni (motori a combustione interna) e da trasformatori BT/MT. Il gas aspirato è inviato, in lieve pressione, ai motori. I motori sono accoppiati a generatori sincroni trifase. L'energia elettrica prodotta in bassa tensione è elevata in media tensione mediante le apparecchiature di trasformazione-elevazione, e veicolata alla rete di distribuzione.
- Torcia ad alta temperatura. La torcia ad alta temperatura costituisce un dispositivo di cui ogni discarica deve essere dotata per bruciare il biogas prodotto. In particolare, essa viene attivata nel caso in cui la portata di biogas estratto dalla discarica sia superiore al fabbisogno energetico massimo dei gruppi di generazione, o in caso di mancato funzionamento dei gruppi elettrogeni.

## Vantaggi

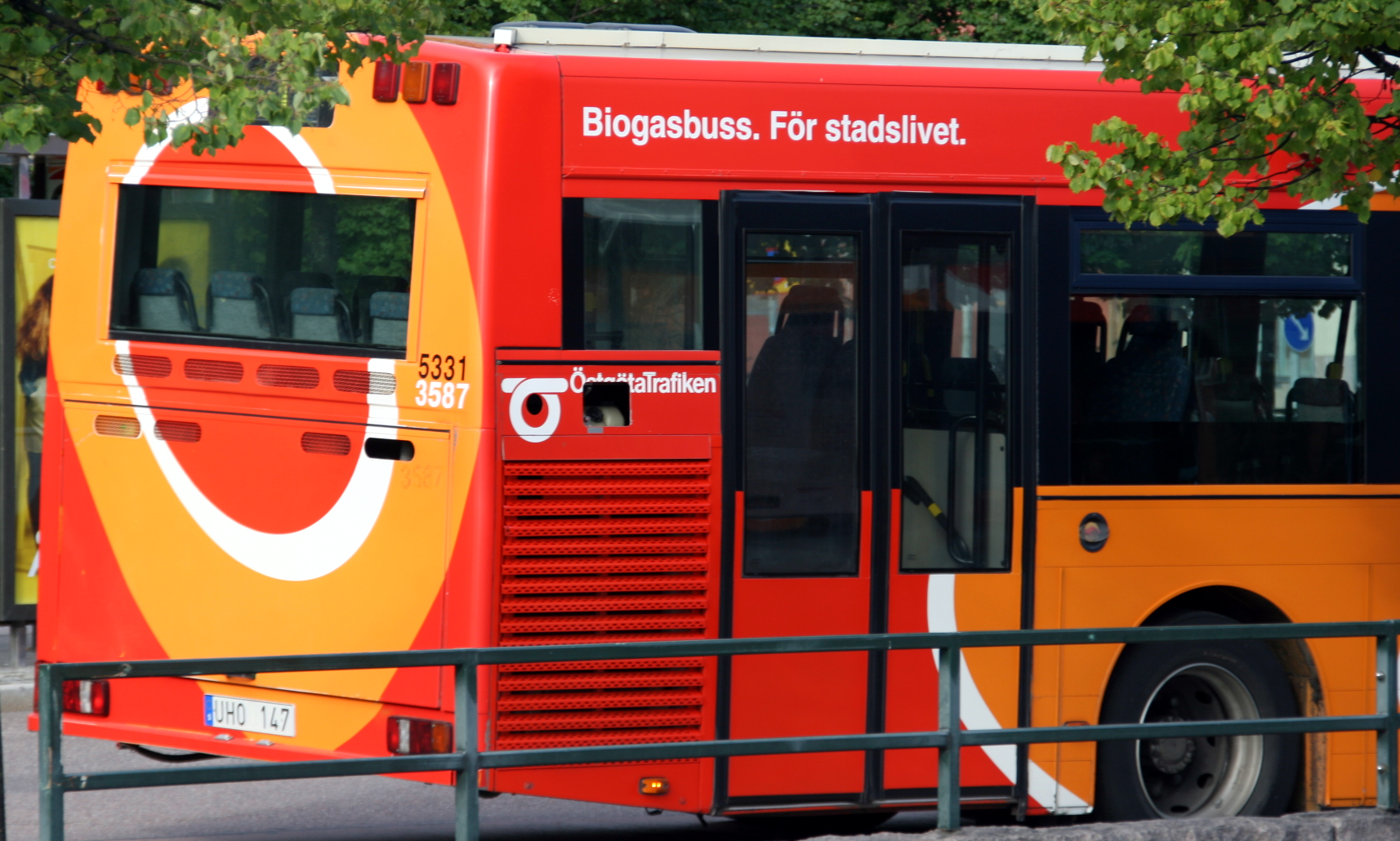
Un bus a biogas a Linköping

Un vantaggio ecologico nell'utilizzo del biogas è quello di impedire la diffusione nella troposfera del metano emesso naturalmente durante la decomposizione di carcasse e vegetali: il metano è infatti uno dei gas-serra più potenti ed è quindi auspicabile la sua degradazione in CO2 e acqua per combustione. L'emissione di 1 kg di CH4, in un orizzonte temporale di 100 anni, equivale ad emettere 25 kg di CO2 (IPCC 2007).

## Svantaggi
Come ogni altra tecnologia, anche il biogas ha degli aspetti problematici. Se si escludono le centrali che sfruttano il biogas prodotto dalla decomposizione di prodotti organici delle discariche, un elevato numero di centrali a biogas usa liquami animali combinati con prodotti vegetali in rapporto variabile, poiché la resa del biogas si ottimizza mescolando più tipologie di prodotti organici.
Primo fra tutti, quindi, per questo tipo di centrali (il più diffuso), sussiste il problema della materia prima. Infatti, per alimentare una centrale da 1 MW usando solamente prodotti appositamente coltivati occorrono circa 300 Ha di terreno a disposizione. Pertanto, se ciò venisse effettuato su grande scala per molte migliaia di ettari su terreni agricoli di pregio già utilizzati per l'alimentazione umana o animale, si sottrarrebbe terreno alla produzione di derrate alimentari. È pertanto fondamentale che le autorità limitino la percentuale e la tipologia di superficie coltivabile a biomasse, per mantenere un equilibrio fra colture dedicate all'alimentazione umana o animale e colture dedicate alla produzione di energia. Al contempo va anche considerato che gli ultimi anni sono stati però caratterizzati da un progressivo abbandono dei terreni a causa della scarsa redditività dell'agricoltura e dalla concorrenza dei paesi esteri. La sostituzione di colture a basso reddito con il mais da biomassa o piante simili ha permesso a molte aziende di sopravvivere a questo momento di crisi. Questo pone però il problema della conversione di territorio agricolo a fine alimentare in territorio agricolo a fine energetico. In questi casi, poiché i vegetali necessari per la fermentazione non sono destinati all'alimentazione umana e poiché quello che conta è la resa, i produttori sono maggiormente spronati ad aumentare i trattamenti di fertilizzanti e di pesticidi, incrementando di conseguenza l'impatto ambientale delle coltivazioni interessate.
Un altro problema è legato ai cattivi odori emessi dalla fermentazione dei vegetali e/o dal liquame associato. Il problema è risolvibile mediante una corretta gestione dell'impianto, infatti le vasche per lavorare devono essere completamente sigillate. Molte di queste centrali, in genere per sfruttare il calore in eccesso in una rete di teleriscaldamento, stanno sorgendo lontano dalle zone di produzione del liquame e vicino alle abitazioni con conseguente pesante disagio per le popolazioni. Questo comporta tra l'altro uno spostamento di migliaia di camion a livello esclusivamente locale in quanto gli impianti sono alimentati da filiera corta con una conseguente diminuzione dell'inquinamento derivante dal trasporto su lunghe distanze.